# Verso il Far West
Verso il Far West (Overland Pacific) è un film del 1954 diretto da Fred F. Sears. Negli Stati Uniti è conosciuto anche con il titolo alternativo Silver Dollar.
È un western statunitense ambientato in 5 con Jock Mahoney e Peggie Castle.

## Produzione
Il film, diretto da Fred F. Sears su una sceneggiatura di Gladys Atwater, J. Robert Bren e Martin Goldsmith e un soggetto di Frederick Louis Fox, fu prodotto da Edward Small, non accreditato, per la Edward Small Productions (accreditata con i nomi World Films e Superior Pictures) e girato nell'area di Burro Flats nelle Simi Hills e nel ranch di Corriganville a Simi Valley, California, da fine agosto all'inizio di settembre 1953. Il titolo di lavorazione fu The Silver Dollar.

## Distribuzione
Il film fu distribuito con il titolo Overland Pacific negli Stati Uniti dal 27 febbraio 1954 al cinema dalla United Artists.
Altre distribuzioni:
- in Finlandia il 17 giugno 1955 (Urhojen tie)
- in Germania Ovest il 15 luglio 1955 (Overland Pacific)
- in Austria nel novembre del 1955 (Overland Pacific)
- in Brasile (Rumo ao Pacífico)
- in Italia (Verso il Far West)
- negli Stati Uniti (Silver Dollar)

## Promozione
La tagline è: Hard-as-spikes men and soft-as-silk women... they ran into towering canyons and Comanche terror when they ran the railroad to the Gold Coast..